# Kona Brewing Company
 (avril 2021).
La Kona Brewing Company est une brasserie artisanale de l'île d'Hawaï, située à Kailua-Kona. Elle est numéro 1 sur l'archipel d'Hawaï en volume de bière vendue et est détenue depuis 2010 par la Craft Brew Alliance. Depuis 2013, elle organise ses ventes dans d'autres pays que les États-Unis, elle est vendue dans 36 États américains et une dizaine de pays à l'export. Elle emploie aujourd'hui environ 170 personnes à Hawaï.
La brasserie organise ses bières selon plusieurs catalogues. Les trois bières permanentes : la Longboard Island Lager, la Big Wave Golden Ale et la Fire Rock Pale Ale. Les trois bières saisonnières de la série Aloha : la Koko Brown, la Wailua Wheat, et la Pipeline Porter. Les autres styles de bières, brassée essentiellement pour les pubs et restaurants de l'île.

## Histoire de la brasserie
En 1994, Cameron Healy et son fils Spoon Khalsa fondent la brasserie Kona Brewing Company. Les deux premières bières commercialisées datent de 1995. La Pacific Golden Ale qui deviendra la Big Wave Golden Ale, et la Fire Rock Pale Ale. Trois ans plus tard, en 1998, la brasserie ajoute la Longboard Island Lager. 
En novembre 1998, la brasserie ouvre un pub. En 2003, une deuxième restaurant ouvre ses portes au centre Koko marina, à Hawaï Kaï (Oahu), puis en juillet 2008 un restaurant sous franchise dans l'Aéroport international d'Honolulu. 

### Craft Brew Alliance
En 2008, Redhook Ale Brewery et Widmer Brothers Brewery s'associent pour former la Craft Brewers Alliance. En octobre 2010, la Craft Brewers Alliance achète la Kona Brewing Company. Le 12 janvier 2012, la Craft Brewers Alliance change de nom et devient la Craft Brew Alliance. Elle est en 2012 la 9e plus grosse entreprise de brasseurs des États-Unis. En 2013, Anheuser-Busch InBev acquiert 32,2 % des parts de Craft Brew Alliance.

### Autres sites de production
Les différentes brasseries du groupe ont la licence pour produire les bières originales de la Kona Brewing Company, c'est-à-dire que la Brasserie Redhood Ale Brewery de Portland, la brasserie Widmer Brothers Brewery de Woodinville (Comté de King) ainsi qu'une autre brasserie d'ABinBev à Portsmouth (New Hampshire) produisent les trois bières permanentes. Cependant, les matières premières restent sous le contrôle de la brasserie originale. Le houblon et le malt proviennent d'Hawaï, la levure reste la propriété de la Kona Brewing Company, et toutes les eaux servant à la fabrication de la bière sont ajustées pour ressembler à l'eau originale.
Chaque lot de bière est échantillonné pour validation sensorielle auprès des maîtres brasseurs d'Hawaï.

## Les bières
Bières permanentes
- Longboard Island Lager[10]
- Big Wave Golden Ale[11]
- Fire Rock Pale Ale[12]

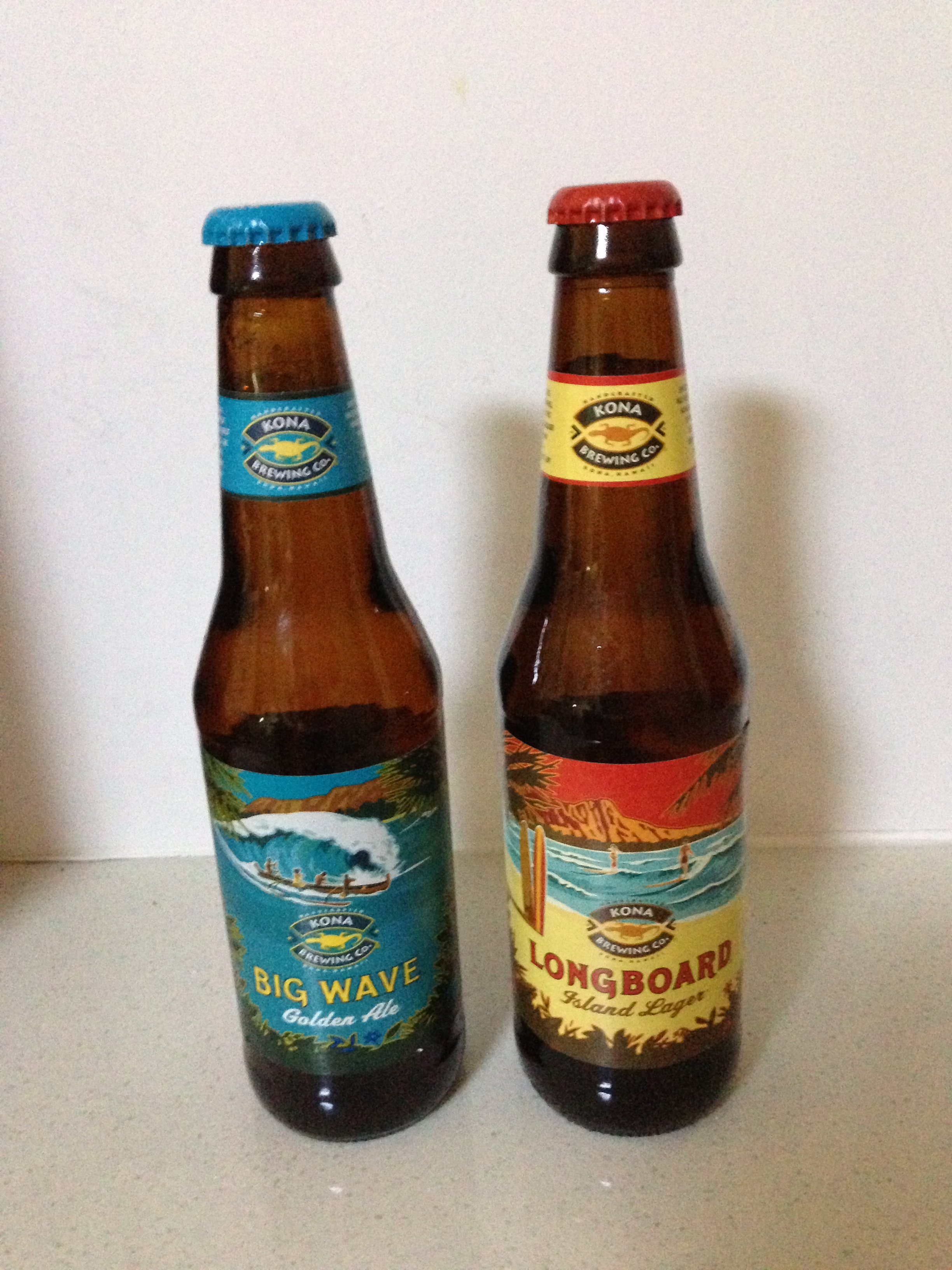
Bières de Kona Brewing Company

Série Aloha, les bières saisonnières
- Koko Brown Ale (aromatisée avec de la noix de coco grillée) - de janvier à avril[13]
- Wailua Wheat (Style belge, aromatisée avec du fruit de la passion tropical) - de mai à août[14]
- Pipeline Porter (brassée avec 100 % de café de Kona) - de septembre à decembre[15]

Bières produites uniquement pour vente locale, à la pression
- Castaway IPA
- Lavaman Red
- Black Sand Porter
- Dukes Blonde Ale
- Hula Hefeweizen
- Oceanic Organic Saison, bière issue de l'agriculture biologique commercialisée depuis la fin de l'année 2009[17],[18].